# Kain (tijdschrift)

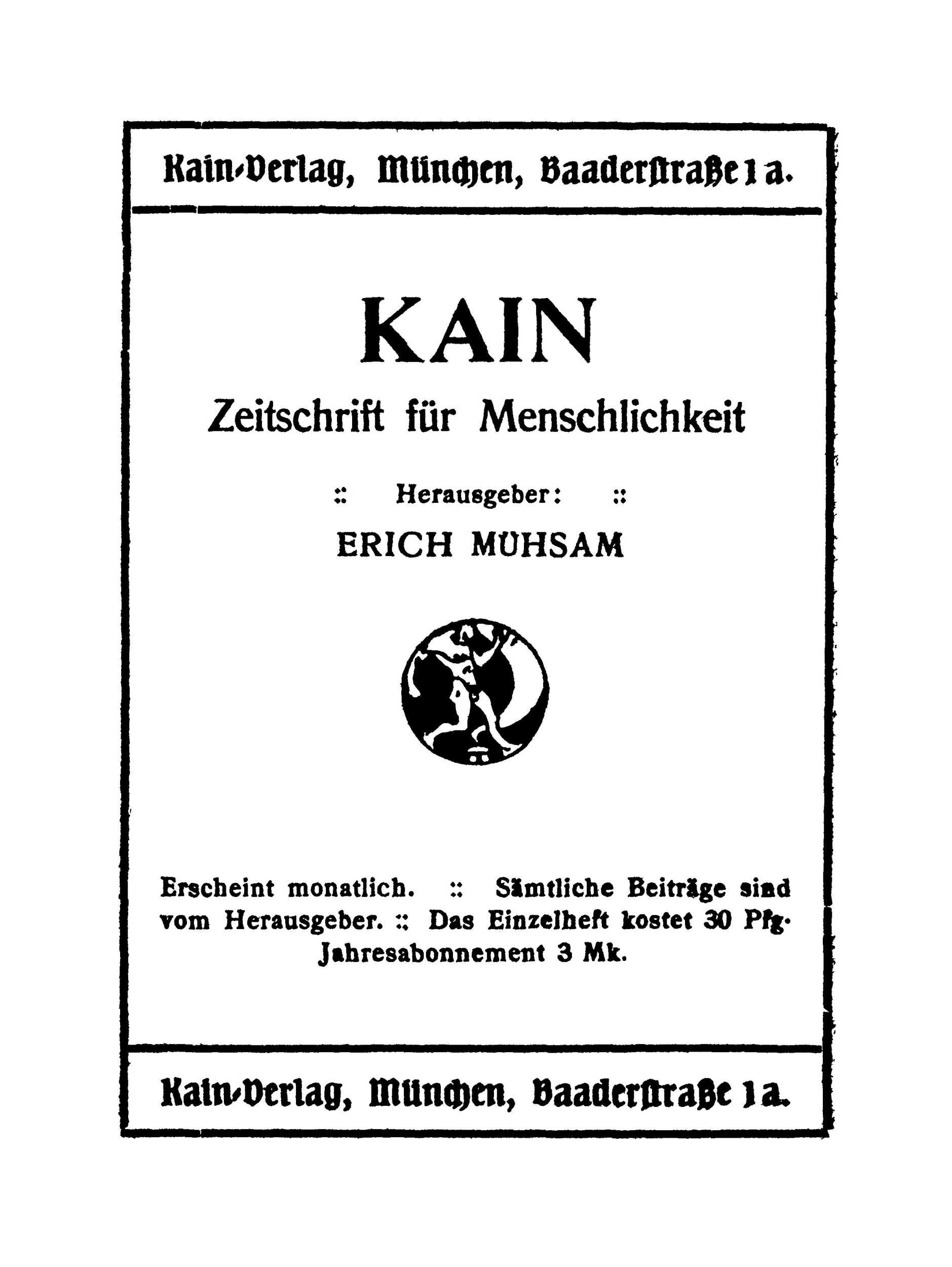
De Kain-Kalender 1912

Kain met ondertitel Zeitschrift für Menschlichkeit was een in München opgericht anarchistisch maandblad. De uitgever van Kain was Erich Mühsam. Het eerste nummer van Kain verscheen in april 1911. Tot in juli 1914 verscheen het blad maandelijks. Wegens de uitbraak van de Eerste Wereldoorlog hield het tijdschrift medio 1914 op te verschijnen. In november 1918 zette Mühsam de  uitgave voort als politiek weekblad. Het blad sneed diverse onderwerpen uit het anarchisme aan. Behalve voor politieke thema's was er ook veel aandacht voor culturele en literaire onderwerpen. Vooral vanaf 1918 stond de vorming van een volksfront centraal, waarin socialisten en communisten zouden moeten samenwerken. 
Naast Erich Mühsam werkten aan de totstandkoming van Kain onder meer Josef Dürr, Albert Fister, Ernst Toller en Maxim Gorki mee. Het blad Fanal geldt als de ideologische opvolger van Kain - Zeitschrift für Menschlichkeit.